# Cabanas (Gerona)
No debe cofundirse con Cabanes (Castellón)
Cabanas o Cabanes (oficialmente en catalán Cabanes) es un municipio español de la comarca del Alto Ampurdán en la provincia de Gerona, Cataluña. No confundir con Cabanes de la Comunidad Valenciana.
Cabanas está situado en la llanura del Ampurdán entre el río Muga y el Llobregat. Los habitantes de Cabanes son conocidos con el sobrenombre de Potamolls (pata mojada), debido a que el pueblo está situado en zona inundable.

## Geografía
Integrado en la comarca de Alto Ampurdán, se sitúa a 52 kilómetros de la capital provincial. El término municipal está atravesado por la Autopista del Mediterráneo (AP-7) y por la carretera N-II en el pK 757, además de por carreteras locales que permiten la comunicación con Figueras, Vilabertrán, Perelada, Masarach y Pont de Molíns.
El relieve del municipio es prácticamente llano, en pleno valle del río Muga, que cruza el territorio de oeste a este. La altitud oscila entre los 30 m al suroeste y los 15 m a orillas del río Muga. El pueblo se alza a 26 m sobre el nivel del mar.
| Noroeste: Pont de Molíns | Norte: Masarach y Perelada  | Nordeste: Perelada |
| Oeste: Llers             |                             | Este: Perelada     |
| Suroeste: Figueras       | Sur: Figueras y Vilabertrán | Sureste: Perelada  |

## Demografía
Cabanas cuenta con una población de 978 habitantes (INE 2024).
| Gráfica de evolución demográfica de Cabanas entre 1842 y 2021                                                       |
| |
| Población de derecho según los censos de población del INE Población de hecho según los censos de población del INE |

### Núcleos de población
Cabanes está formado por cinco núcleos o entidades de población.
Lista de población por entidades:
| Entidad de población | Habitantes (2005) |
| -------------------- | ----------------- |
| Aigüeta, L'          | 79                |
| Cabanes              | 603               |
| Forn d'en Gestí, El  | 75                |
| Masies de Dalt, Les  | 138               |
| Pla, El              | 16                |
| Fuente: Municat      |                   |

## Administración y política
| Periodo   | Nombre                                                      | Partido |
| --------- | ----------------------------------------------------------- | ------- |
| 1979-1983 | Miquel Pijoan Sibecas                                       | PSC     |
| 1983-1987 | Josep Terrats Gimbernat                                     | CiU     |
| 1987-1991 | Josep Terrats Gimbernat                                     | CiU     |
| 1991-1995 | Josep Terrats Gimbernat                                     | CiU     |
| 1995-1999 | Josep Terrats Gimbernat                                     | CiU     |
| 1999-2003 | Josep Terrats Gimbernat                                     | CiU     |
| 2003-2007 | Pere Ylla Batlle                                            | ERC     |
| 2007-2011 | Pere Ylla Batlle (2007-2008) Jordi Roura Hortal (2008-2011) | ERC     |
| 2011-2015 | Alex Hernández i González                                   | CiU     |
| 2015-2019 | Alex Hernández i González                                   | CiU     |

## Cultura

### Fiestas
- El 24 de junio, para San Juan, se celebra la "Cabanyada" feria de la caña y festival de música de caña.

## Monumentos y lugares de interés
- Monasterio de San Feliu de Cadins